# Kaldi (programari)
Kaldi és un conjunt d'eines de reconeixement de veu de codi obert escrit en C++ per al reconeixement de la veu i el processament del senyal, disponible gratuïtament sota la llicència Apache v2.0.
Kaldi té com a objectiu proporcionar programari flexible i extensible i està pensat per ser utilitzat pels investigadors de reconeixement automàtic de veu (ASR) per construir un sistema de reconeixement.
Admet transformacions lineals, MMI, entrenament discriminatiu de MMI i MCE potenciat, entrenament discriminatiu d'espai de característiques i xarxes neuronals profundes.
Kaldi és capaç de generar funcions com mfcc, fbank, fMLLR, etc. Per tant, en la recent investigació de xarxes neuronals profundes, un ús popular de Kaldi és preprocessar la forma d'ona en brut en una característica acústica per a models neuronals d'extrem a extrem.
Kaldi s'ha incorporat com a part del repte de reconeixement i separació de la parla CHiME durant diversos esdeveniments successius. El programari es va desenvolupar inicialment com a part d'un taller de 2009 a la Universitat Johns Hopkins.
Kaldi rep el nom del llegendari pastor de cabres etíop Kaldi que es deia que va descobrir la planta del cafè.